# الرحلة (فلم 2021)
الرحلة هو فلم رسوم متحركة سعودي شارك في إنتاجه توي أنيميشن ومانجا للإنتاج، من إخراج كوبون شيزونو. يدور الفلم حول خزّاف يدعى أوس ينضم إلى معركة للدفاع عن مدينته الأم.

## طاقم الممثلين

### النسخة العربية
- نصار النصار (أوس بن جبير)
- عبده شاهين (أبرهة)
- عبد الله الفقي (زرارة)
- رشا رزق[8][11] (هند)
- عبد الرحمن الورثان (نزار)
- جاسم النبهان (عبد المطلب)
- أحمد اليزيدي (مصعب)

### النسخة اليابانية
- تورو فورويا
- كوتونو ميتسويشي (هند)
- تاكايا كورودا (أبرهة)
- هيروشي كاميا (زرارة)
- كازويا ناكاي

## الإنتاج
فلم الرحلة، الذي قام على حادثة أصحاب الفيل، هو عبارة عن تعاون مشترك بدأ في نوفمبر 2017 بين اثنين من استوديوهات الرسوم المتحركة. مانجا للإنتاج من السعودية وتوي أنيميشن من اليابان. هذا الفلم هو ثاني عمل رسوم متحركة من إنتاج مانجا للإنتاج بالتعاون مع توي؛ مع كونها أول سلسلة رسوم متحركة لحكايات إسلامية في المستقبل. فلم الرحلة من إخراج كوبون شيزونو. تم تصميم الشخصية للفلم بواسطة تاتسورو إيواموتو وكانت النتيجة الموسيقية بواسطة كاورو وادا تم تنفيذ أعمال الإنتاج الخاصة بالرحلة في كل من طوكيو والرياض. تتراوح تكلفة مشروع الفلم بين 10–15 مليون دولار. انتهى إنتاج الفلم بحلول فبراير 2020.

## الإصدار
- كان من المقرر في الأصل عرض الرحلة لأول مرة في عام 2020 في مهرجان كان السينمائي الذي تم إلغاؤه بسبب جائحة فيروس كورونا. وبدا عرض الفلم في عام 2021.[10] تمتلك سينمات فوكس حقوقًا مسرحية للفلم في منطقة الشرق الأوسط وشمال إفريقيا، بينما تمتلك شركة T-Joy التابعة لشركة توي حقوق توزيع الفلم في اليابان.[10] سيصدر الفلم باللغة العربية.[11]
- في يناير 2022 وقعت شركة مانجا للإنتاج وشركة "صالون فلمز" اتفاقية حصرية لتوزيع فلم "الرحلة" في أكثر من 15 دولة في آسيا.[13]
- في ديسمبر 2022 أطلقت شركة مانجا للإنتاج العرض الأول من فلم "الرحلة" باللغة الصينية في مسرح "سايبر بورت" الذي يعد من أكبر المسارح في مدينة هونغ كونغ.[14]

## الجوائز
فاز بجائزة أفضل فلم تجريبي في مهرجان سبتيموس للأفلام السينمائية الهولندي عام 2022.

## روابط خارجية
- Official movie site (in Japanese)
- The Journey on شبكة أخبار الأنمي